# Crazy Arms
"Crazy Arms" is een single van de Canadese zangeres Lucille Starr. De B-kant van de single is het nummer "Colinda", dat ook weleens als de A-kant van de single wordt beschouwd.

## Tracklist

### 7" Single
London FLX 3142
1. Crazy Arms - 2:41
2. Colinda - 2:12

Barry 3301X (1964)
1. Crazy Arms - 2:41
2. Colinda - 2:12

## Hitnoteringen
| Crazy Arms                 | Crazy Arms            | Crazy Arms | Crazy Arms | Crazy Arms | Crazy Arms | Crazy Arms | Crazy Arms | Crazy Arms | Crazy Arms | Crazy Arms | Crazy Arms | Crazy Arms | Crazy Arms | Crazy Arms | Crazy Arms | Crazy Arms | Crazy Arms | Crazy Arms | Crazy Arms | Crazy Arms | Crazy Arms | Crazy Arms | Crazy Arms | Crazy Arms       |
| Hitlijst                   | Datum van binnenkomst | Week:      | 1          | 2          | 3          | 4          | 5          | 6          | 7          | 8          | 9          | 10         | 11         | 12         | 13         | 14         | 15         | 16         | 17         | 18         | 19         | 20         | 21         | Laatste notering |
| -------------------------- | --------------------- | ---------- | ---------- | ---------- | ---------- | ---------- | ---------- | ---------- | ---------- | ---------- | ---------- | ---------- | ---------- | ---------- | ---------- | ---------- | ---------- | ---------- | ---------- | ---------- | ---------- | ---------- | ---------- | ---------------- |
| Nederlandse Top 40         | 16-01-1965            | Positie:   | 27         | 28         | 26         | 17         | 14         | 9          | 8          | 5          | 4          | 3          | 3          | 4          | 5          | 5          | 4          | 6          | 8          | 12         | 13         | 18         | 18         | 05-06-1965       |
| Tijd voor Teenagers Top 10 | 20-02-1965            | Positie:   | 8          | 6          | 5          | 4          | 4          | 4          | 3          | 2          | 2          | 3          | 5          | 5          | 5          | 7          | 9          |            |            |            |            |            |            | 29-05-1965       |